# Shirley Henderson
Shirley Henderson (Forres, Moray, Skócia, 1965. november 24. –) skót színésznő. 
Legismertebb szerepe Gail volt a Trainspotting (1996) című kultuszfilmben.

## Fiatalkora
A munkáscsaládból származó lány Kincardine-ban nőtt fel, és már fiatalon is fellépett a helyi drámaklubokban. Később felvételt nyert a jónevű londoni Guildhall School of Music and Drama nevű iskolába.

## Pályafutása
Első szerepeit a londoni színpadokon játszotta, majd néhány jelentéktelenebb tévészerep után a Rob Roy című kalandfilmben bukkant fel egy kisebb szerep erejéig 1995-ben. Egy évvel később viszont lehetőséget kapott a ma már kultuszfilmnek számító Trainspotting-ban, Ewan McGregor,  Jonny Lee Miller és Robert Carlyle oldalán.
1999-ben Michael Winterbottom Csodaország című filmjében játszott. 2001-ben a nagy sikerű Bridget Jones naplója című komédiában szerepelhetett. 2002-ben fontos szerepet vállalt Shane Meadows Volt egyszer egy Közép-Anglia című szociodrámájában és a Wilbur öngyilkos akar lenni című dán-brit koprodukcióban. Ugyanebben az évben felbukkant még a Harry Potter és a Titkok Kamrája című fantasyfilmben is.
2003-ban a Kényszerszünet című ír fekete komédiában Cillian Murphy és Colin Farrell partnere volt, majd egy évvel a Bridget Jones: Mindjárt megőrülök! szereplője lett. 2005-ben a nagy sikerű A makrancos hölgy című tévés Shakespeare-adaptációban játszott címszerepet, Rufus Sewell partnereként. 2006-ban a Sofia Coppola által rendezett Marie Antoinette-ben egy francia hercegnő bőrébe bújt.

## Filmográfia

### Film
| Év   | Magyar cím                          | Eredeti cím                             | Szerep                       | Magyar hang     |
| ---- | ----------------------------------- | --------------------------------------- | ---------------------------- | --------------- |
| 1992 | A szerelem fészkei                  | Salt on Our Skin                        | Mary                         |                 |
| 1995 | Rob Roy                             | Rob Roy                                 | Morag                        |                 |
| 1996 | Trainspotting                       | Trainspotting                           | Gail                         | Zsigmond Tamara |
| 1998 | Gyerekek voltunk                    | Speak Like a Child                      | álombéli nő                  |                 |
| 1999 | Tingli-tangli                       | Topsy-Turvy                             | Leonora Braham               |                 |
| 1999 | Csodaország                         | Wonderland                              | Debbie Phillips              |                 |
| 2000 | Aranybánya                          | The Claim                               | Annie                        |                 |
| 2001 | Bridget Jones naplója               | Bridget Jones's Diary                   | Jude                         | Balázs Ági      |
| 2002 | Harry Potter és a Titkok Kamrája    | Harry Potter and the Chamber of Secrets | Hisztis Mirtill              | Huszárik Kata   |
| 2002 | Álomdoktor                          | Doctor Sleep                            | Janet Losey nyomozó          |                 |
| 2002 | Volt egyszer egy Közép-Anglia       | Once Upon a Time in the Midlands        | Shirley                      |                 |
| 2002 | Non-stop party arcok                | 24 Hour Party People                    | Lindsay Wilson               |                 |
| 2002 | Wilbur öngyilkos akar lenni         | Wilbur Wants to Kill Himself            | Alice                        | Huszárik Kata   |
| 2002 | Életképek egy panzióban             | Villa des Roses                         | Ella                         |                 |
| 2003 |                                     | American Cousins                        | Alice                        |                 |
| 2003 | Kényszerszünet                      | Intermission                            | Sally                        | Oláh Orsolya    |
| 2003 |                                     | Fishy (rövidfilm)                       | Glenda Sands                 |                 |
| 2003 |                                     | AfterLife                               | Ruby                         |                 |
| 2004 | Igen                                | Yes                                     | takarító                     |                 |
| 2004 | Bridget Jones: Mindjárt megőrülök!  | Bridget Jones: The Edge of Reason       | Jude                         | Balázs Ági      |
| 2005 | Bikatöke                            | A Cock and Bull Story                   | Susannah / Shirley Henderson |                 |
| 2005 |                                     | The Girl in the Red Dress (rövidfilm)   | Gaynor                       |                 |
| 2005 | Kihűlve                             | Frozen                                  | Kath Swarbrick               |                 |
| 2005 | Harry Potter és a Tűz Serlege       | Harry Potter and the Goblet of Fire     | Hisztis Mirtill              | Huszárik Kata   |
| 2006 | Marie Antoinette                    | Marie Antoinette                        | Sophie nagynéni              | Bálint Sugárka  |
| 2006 |                                     | Ma Boy (rövidfilm)                      | Ali                          |                 |
| 2007 |                                     | I Really Hate My Job                    | Alice                        |                 |
| 2008 | Vadócka                             | Wild Child                              | Matron                       |                 |
| 2008 | Miss Pettigrew nagy napja           | Miss Pettigrew Lives for a Day          | Edythe DuBarry               | Murányi Tünde   |
| 2009 | Élet a háború idején                | Life During Wartime                     | Joy Jordan                   | Götz Anna       |
| 2010 |                                     | Meek's Cutoff                           | Glory White                  |                 |
| 2010 | Diótörő 3D                          | The Nutcracker in 3D                    | Diótörő (hangja)             |                 |
| 2011 |                                     | A Portentous Death (rövidfilm)          | Ros                          |                 |
| 2012 |                                     | Everyday                                | Karen Feguson                |                 |
| 2012 | Anna Karenina                       | Anna Karenina                           | opera háziasszony            |                 |
| 2013 | A szenvedély királya                | The Look of Love                        | Rusty Humphries              |                 |
| 2013 | Titokban                            | In Secret                               | Suzanne                      | Murányi Tünde   |
| 2013 | Mocsok                              | Filth                                   | Bunty Blades                 | Agócs Judit     |
| 2014 | Dylan Thomas Amerikában             | Set Fire to the Stars                   | Shirley                      | Murányi Tünde   |
| 2015 | Szörnyek és szerelmek               | Tale of Tales                           | Imma                         |                 |
| 2015 |                                     | Urban Hymn                              | Kate Linton                  |                 |
| 2016 | Bridget Jones babát vár             | Bridget Jones's Baby                    | Jude                         | Huszárik Kata   |
| 2017 | T2 Trainspotting                    | T2 Trainspotting                        | Gail                         |                 |
| 2017 | Okja                                | Okja                                    | Jennifer                     |                 |
| 2017 |                                     | Never Steady, Never Still               | Judy                         |                 |
| 2018 | Stan és Pan                         | Stan & Ollie                            | Lucille Hardy                |                 |
| 2019 | Kapzsiság                           | Greed                                   | Margaret                     |                 |
| 2019 | Star Wars IX. rész – Skywalker kora | Star Wars: The Rise of Skywalker        | Babu Frik (hangja)           |                 |
| 2022 | Ecc, pecc, ki lehetsz?              | See How They Run                        | Agatha Christie              | Murányi Tünde   |
| 2023 |                                     | The Trouble with Jessica                | Sarah                        |                 |
| 2025 | Bridget Jones: Bolondulásig         | Bridget Jones: Mad About the Boy        | Jude                         | Huszárik Kata   |
| 2025 | Elio                                | Elio                                    | OOOOO (hangja)               | Staub Viktória  |

### Televízió
| Év        | Magyar cím                         | Eredeti cím                                 | Szerep                      | Megjegyzések                                                    |
| --------- | ---------------------------------- | ------------------------------------------- | --------------------------- | --------------------------------------------------------------- |
| 1987      |                                    | Shadow of the Stone                         | Elizabeth Findlay           | 6 epizód                                                        |
| 1990      |                                    | Wish Me Luck                                | Sylvie                      | 5 epizód                                                        |
| 1990      | Baleseti sebészet                  | Casualty                                    | Denise                      | 1 epizód                                                        |
| 1991      |                                    | Dreaming                                    | Pauline                     | tévéfilm                                                        |
| 1991      |                                    | Clarissa                                    | Sally                       | 3 epizód                                                        |
| 1991      |                                    | The Advocates                               | Andrea                      | 3 epizód                                                        |
| 1994      |                                    | The Bill                                    | Kelly Rogers                | 1 epizód                                                        |
| 1995–1997 |                                    | Hamish Macbeth                              | Isobel Sutherland           | 19 epizód                                                       |
| 1997      |                                    | Bumping the Odds                            | Lynette                     | tévéfilm                                                        |
| 2000      | A világ legszebb meséi             | Animated Tales of the World                 | Malmhin (hangja)            | 1 epizód                                                        |
| 2001      | Így élünk most                     | The Way We Live Now                         | Marie Melmotte              | minisorozat (4 epizód)                                          |
| 2001      |                                    | In a Land of Plenty                         | Anne Marie                  | 10 epizód                                                       |
| 2003      | II. Károly: Erő és szenvedély      | Charles II: The Power and The Passion       | Bragança Katalin            | minisorozat (4 epizód)                                          |
| 2004      |                                    | Dirty Filthy Love                           | Charlotte                   | tévéfilm                                                        |
| 2005      |                                    | E=Mc2                                       | Mileva Marić                | 1 epizód                                                        |
| 2005      |                                    | ShakespeaRe-Told                            | Kate Minola                 | minisorozat (1 epizód)                                          |
| 2006      | Ki vagy, doki?                     | Doctor Who                                  | Ursula Blake                | 1 epizód                                                        |
| 2007      |                                    | Wedding Belles                              | Kelly                       | tévéfilm                                                        |
| 2008      | Agatha Christie: Marple            | Agatha Christie's Marple                    | Honoria Waynflete           | - 1 epizód (Gyilkolni könnyű) - magyar hangja: - Pápai Erika    |
| 2009      |                                    | May Contain Nuts                            | Alice Chaplin               | tévéfilm                                                        |
| 2011      | A bíbor szirom és a fehér          | The Crimson Petal and the White             | Emmeline Fox                | - minisorozat (4 epizód) - magyar hangja: - Huszárik Kata       |
| 2011      | Halál a paradicsomban              | Death in Paradise                           | Angela Young                | 1 epizód                                                        |
| 2011      | A graffalókölyök                   | The Gruffalo's Child                        | A graffalókölyök            | rövidfilm                                                       |
| 2012      | A kincses sziget                   | Treasure Island                             | Meg Hawkins                 | minisorozat (2 epizód)                                          |
| 2013      |                                    | Southcliffe                                 | Claire Salter               | minisorozat (4 epizód)                                          |
| 2013      |                                    | Bob Servant                                 | Kirsty                      | minisorozat (1 epizód)                                          |
| 2014      | Jamaica fogadó                     | Jamaica Inn                                 | Hannah                      | minisorozat (3 epizód)                                          |
| 2016      | Vidám vidék                        | Happy Valley                                | Frances Drummond            | 6 epizód                                                        |
| 2018      | Agatha Christie – ABC-gyilkosságok | The ABC Murders                             | Rose Marbury                | - minisorozat (3 epizód) - magyar hangja: - Majsai-Nyilas Tünde |
| 2020      |                                    | The Nest                                    | Siobhan                     | minisorozat (4 epizód)                                          |
| 2020      |                                    | Worzel Gummidge                             | Saucy Nancy                 | 1 epizód                                                        |
| 2021      |                                    | Harry Potter: Hogwarts Tournament of Houses | önmaga                      | vetélkedő                                                       |
| 2021      | Bűbájtábor                         | Summer Camp Island                          | Susie anyja (hangja)        | 2 epizód                                                        |
| 2022      |                                    | The House Across The Street                 | Claudia                     | minisorozat (4 epizód)                                          |
| 2022–2023 |                                    | Lovely Little Farm                          | Quackety Duck Duck (hangja) | 14 epizód                                                       |
| 2023      | A Mandalóri                        | The Mandalorian                             | Anzellan csapat (hangja)    | - 4 epizód - magyar hangja: - Sipos Eszter Anna                 |
| 2023      |                                    | Tom Jones                                   | Western nagynéni            | minisorozat (4 epizód)                                          |
| 2024      | Kiff                               | Kiff                                        | Roo (hangja)                | 1 epizód                                                        |